# Satya
Satya (devanāgarī: सत्य ; pali : sacca) est un mot sanskrit qui peut être traduit par  « vérité » ou « réalité ».
Ce terme a différentes acceptions dans le l'hindouisme, le bouddhisme et le jaïnisme.

## Étymologie
Satya est défini en sanskrit par l'expression « sate hitam satyam », qui peut se traduire par « ce qui conduit vers sat (« l'Être, le réel ») est satya ».
C'est un dérivé nominal du participe présent du verbe as (être), sat (étant), auquel s'ajoute le suffixe -ya, qui sert à former des adjectifs possessifs ou des substantifs neutres abstraits. Il forme aussi des participes futurs passifs, avec sens passif d'obligation, de nécessité ou de possibilité. Cette possibilité explique les interprétations de satya comme « ce qui devrait être ».

## Dans les religions et philosophies orientales

### Hindouisme
Cette notion de réalité universelle est commune dans la philosophie indienne. Combiné avec d'autres mots, satya devient un modificateur comme « ultra » ou « grand » ou « plus vrai », connotant la pureté ou l'excellence. Exemples : Satyaloka (plus haut ciel), Satya Yuga (l'âge d'or des quatre âges cosmiques (yuga) de l'hindouisme, l'époque actuelle le Kali Yuga étant le pire de ces âges).
Selon Gandhi : « Vérité est peut-être le nom le plus important de Dieu. En fait, dire que la Vérité est Dieu est plus juste que de dire que Dieu est Vérité. [...] Sat ou Satya est, pour désigner Dieu, le seul nom qui soit exact et qui ait un sens complet. [...] Comment réaliser cette Vérité, qui rappelle un peu la pierre philosophale ou la vache intarissable ? On y parvient, nous dit la Bhagavad Gîtâ, par une dévotion [bhakti] à laquelle on consacre tout son esprit et par l'indifférence à tous les autres intérêts que peut offrir la vie. »

### Bouddhisme
Dans le bouddhisme, le terme Satya est traduit comme « vrai » dans le Noble sentier octuple, comme le Satya Vishwas (vraie croyance), Satya Karma, (vraie/bonne action), etc. Les Quatre nobles vérités sont appelées par le Bouddha « arya satya ». Le terme satyadvaya est également utilisé dans le bouddhisme pour décrire les deux aspects de la réalité : la vérité ultime (paramārtha-satya), et la vérité relative (saṃvṛti-satya); cette dernière est distinguée par Chandrakirti selon trois sens :
1. Qui obscurcit l'ainsité (tattvâvacchâdana) ;
2. Objets mutuellement dépendants (parasparasambhavana) ;
3. Conventions mondaines (lokavyavahâra)[7].

Après lui, dans le chapitre IX du Bodhicaryāvatāra, le maitre Śāntideva explique que

« Deux vérités ont été reconnues

L’une phénoménale, l’autre radicale

Le Réel est inaccessible à l’intelligence

L’intelligence est dite phénoménale. »

### Jaïnisme
Le jaïnisme considère satya comme un de ses cinq vœux primordiaux, un Mahavrata; une traduction proche serait : sincérité, ou vérité. Tous les moines-ascètes doivent y adhérer; tout comme à la non-violence, l'ahimsa, par exemple.
Ainsi, les fausses doctrines, la révélation des secrets, la déformation d'autres, la médisance, la confection de faux documents, les manquements à la vérité, sont aussi considérés comme des mensonges et, par conséquent, la malhonnêteté sous ses formes, le croyant doit s'en abstenir. Toutefois, il ne s'agit pas de l'« impératif catégorique » kantien car au nom de la non-violence (pour protéger un voleur qui risque la peine de mort, pour éviter qu'un animal, un homme soit tué ou blessé par exemple), on peut « mentir ».